# Novina (Kryštofovo Údolí)
Novina (německy Neuland) je vesnice, část obce Kryštofovo Údolí v okrese Liberec. Nachází se asi 1,5 kilometru jihovýchodně od Kryštofova Údolí. Novina leží v katastrálním území Novina u Liberce o rozloze 6,06 km².

## Historie
První písemná zmínka o vesnici pochází z roku 1557.

## Doprava
V Novině se nachází železniční zastávka na trati Liberec – Česká Lípa.
Na Novinu zajíždí autobusová linka 16, kterou v rámci liberecké městské dopravy provozuje Dopravní podnik měst Liberce a Jablonce nad Nisou. Linka jezdí z terminálu Fügnerova, ležícím v centru Liberce, až na Novinu. V letním období pokračuje až na Křižanské Sedlo. Obcí prochází silnice II/592 z Chrastavy přes Křižany do Osečné.

## Pamětihodnosti
- Železniční viadukt – postaven v letech 1898–1900 na trati z Liberce do České Lípy. Má 14 oblouků, délku 230 metrů, trať na něm vede do oblouku ve výšce až 29,5 metrů nad zemí. Po jeho přejetí vjíždí vlak mířící směrem do České Lípy do 800 metrů dlouhého tunelu.
- Malý železniční viadukt – stojí poblíž myslivny nad autobusovou zastávkou. Jeho délka je 127 metrů, má deset opěrných sloupů a výšku sedmnáct metrů.
- Velké množství zachovalých dřevěných a hrázděných staveb

## Galerie

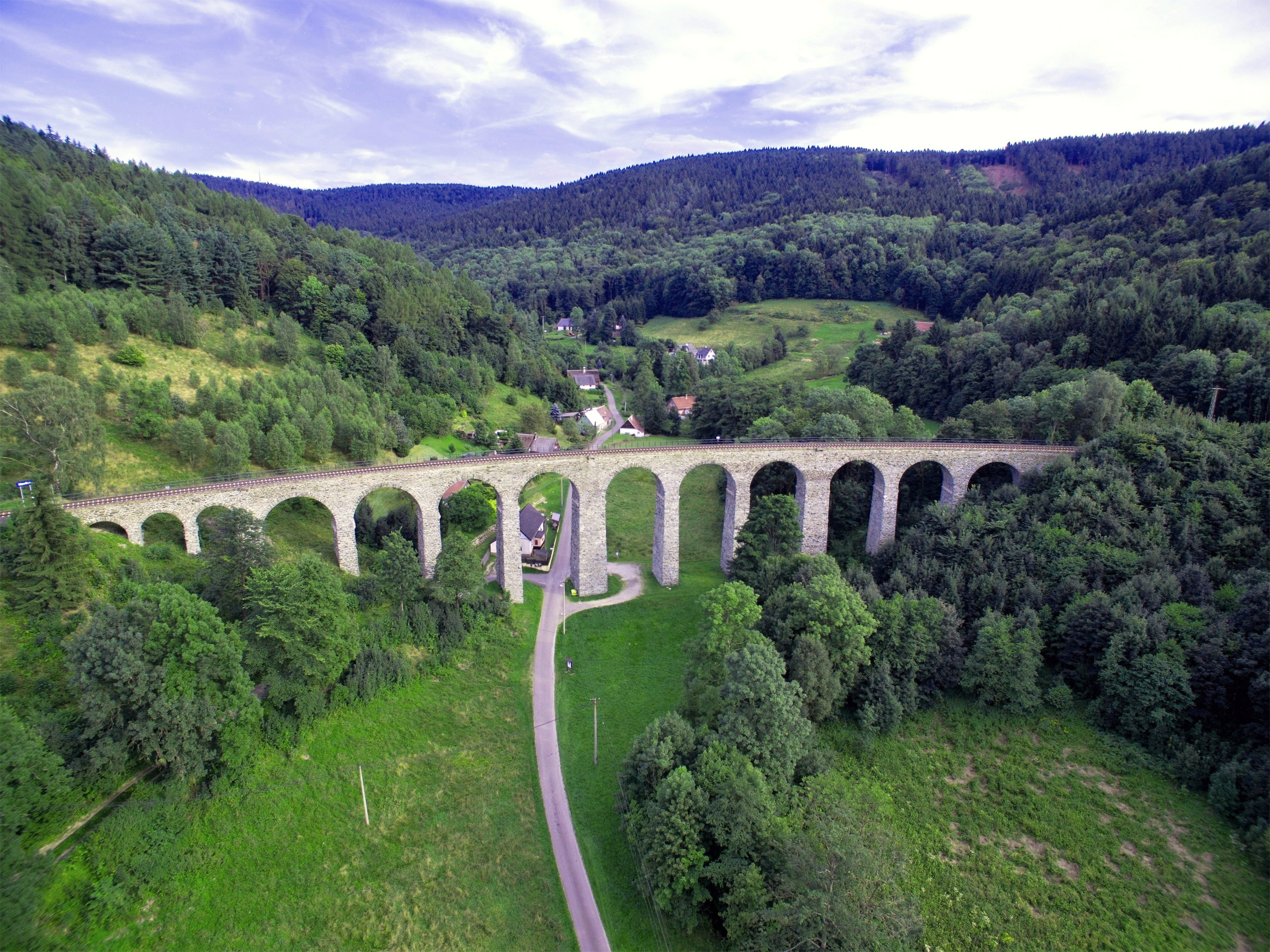
Železniční viadukt v Novině
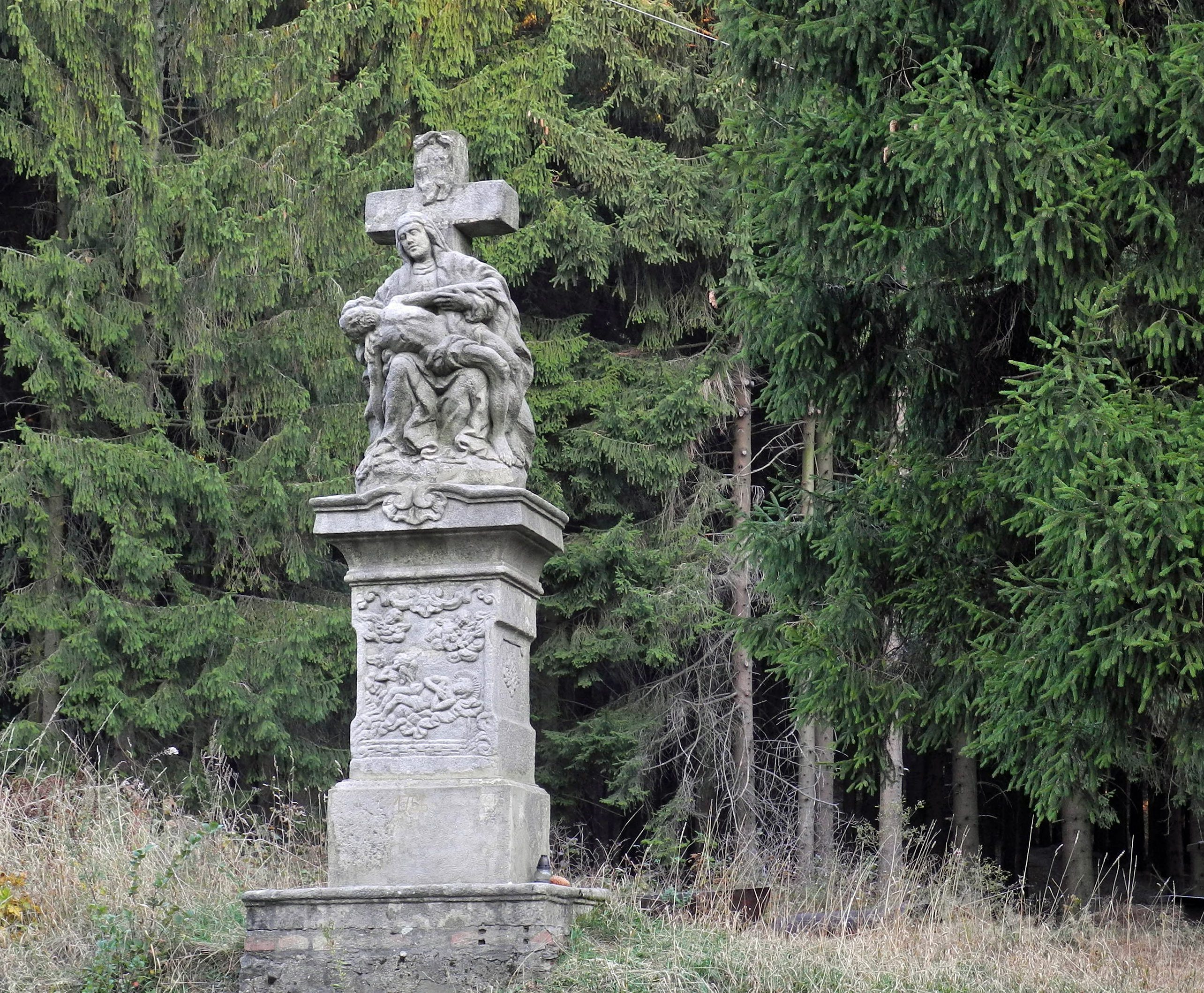
Barokní sousoší Piety v Křižanském sedle
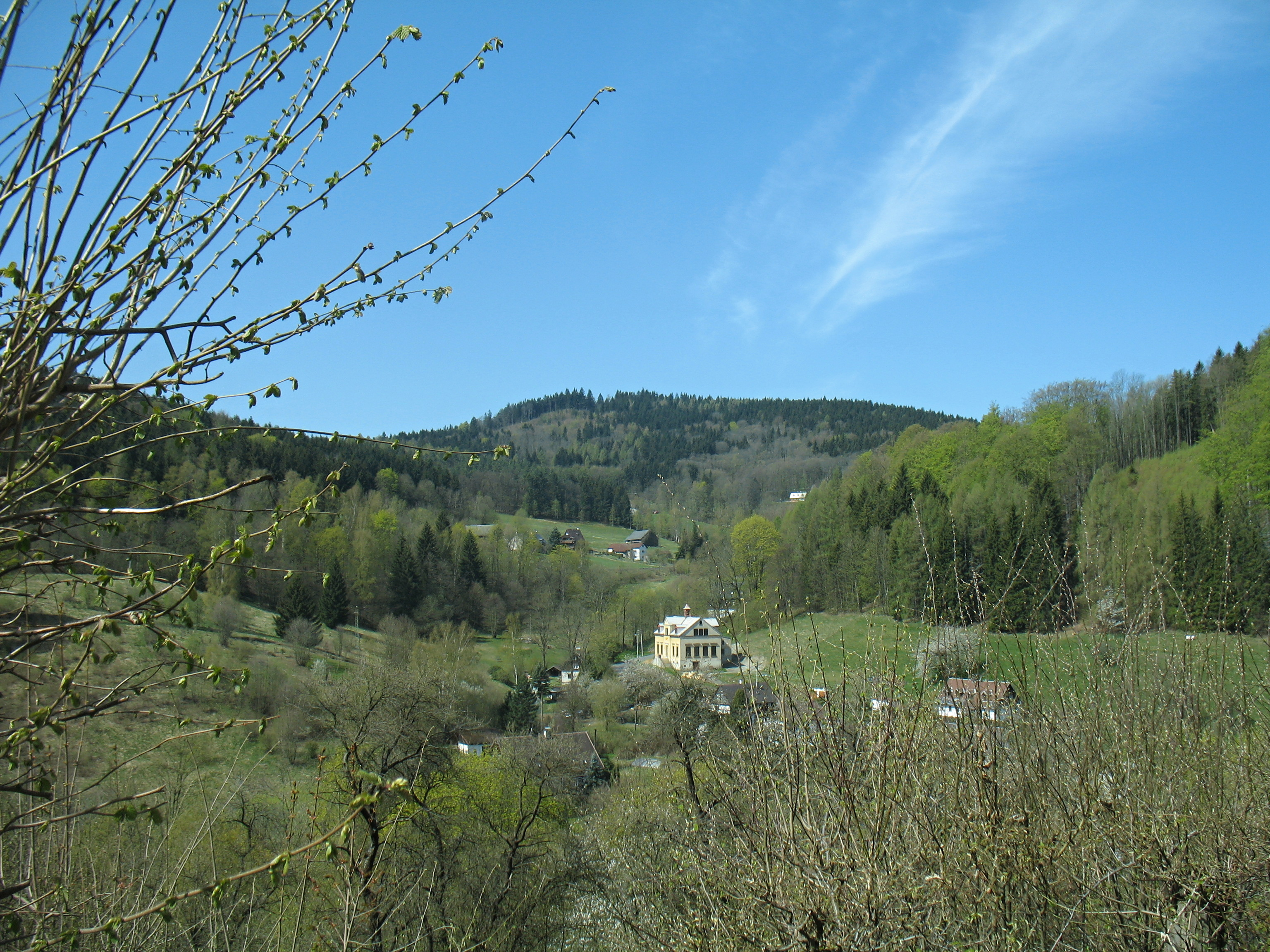
Pohled od železniční zastávky na domy v údolí
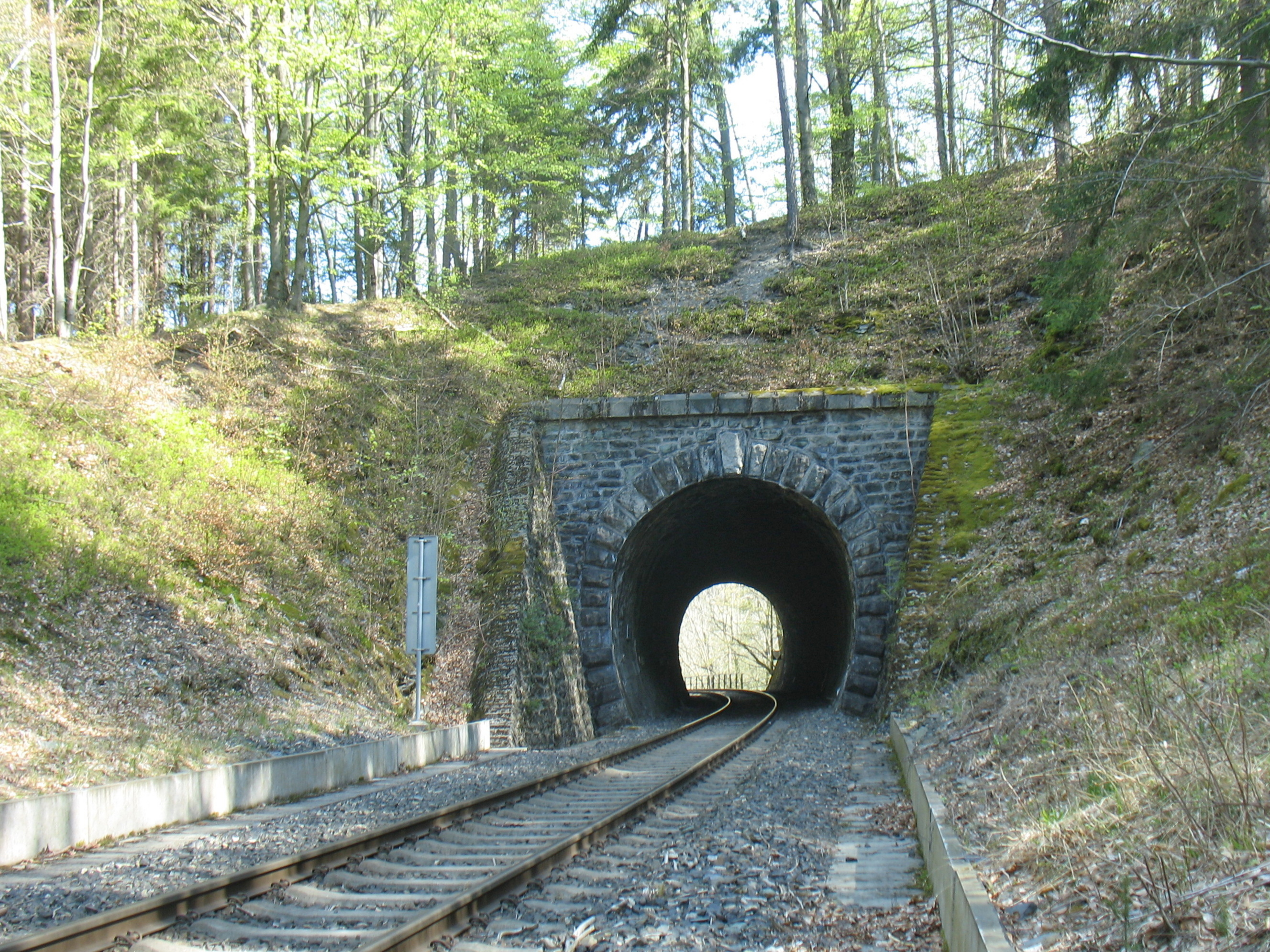
Tunel U Myslivny poblíž zastávky Novina
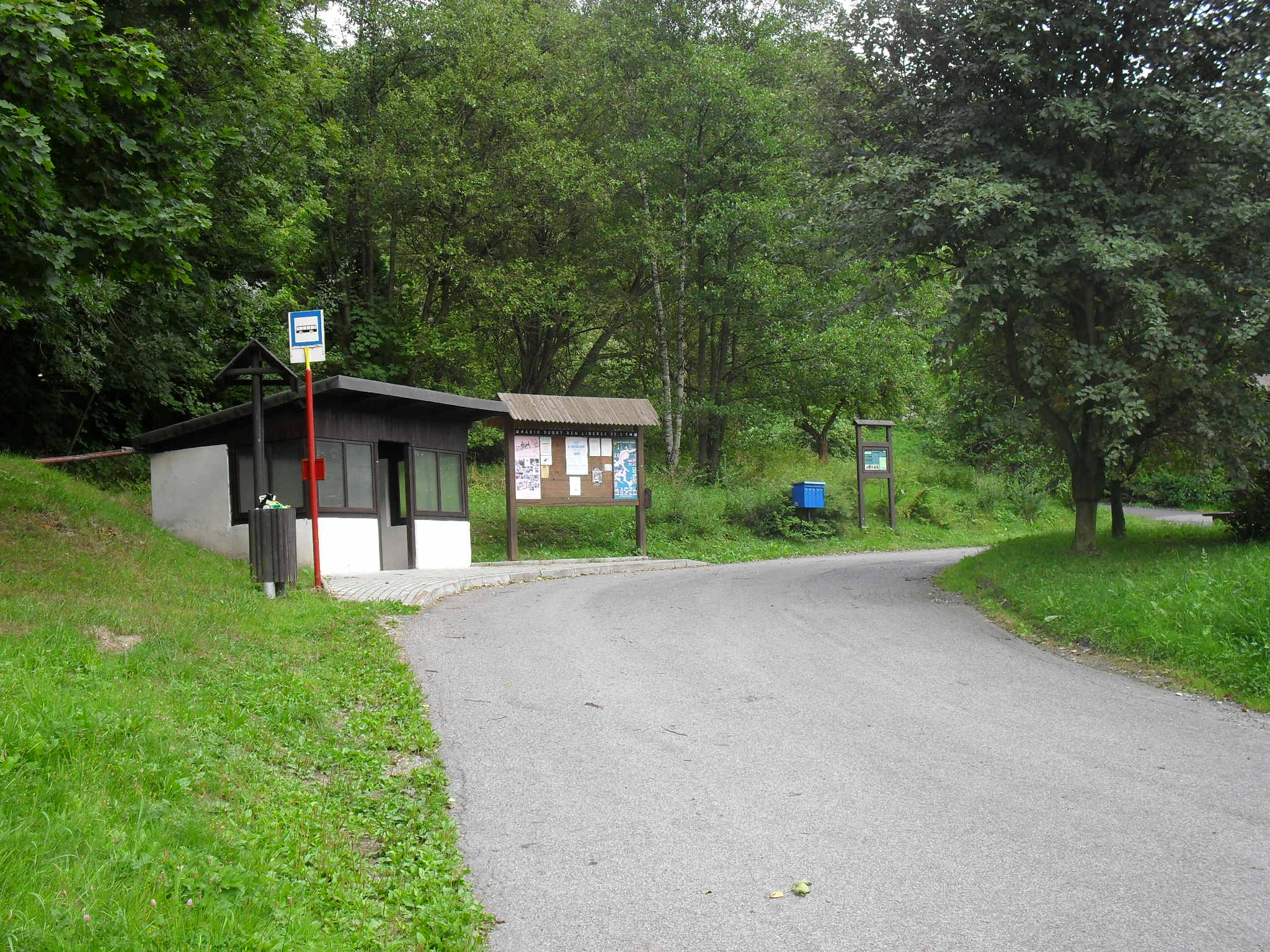
Konečná libereckých městských autobusů
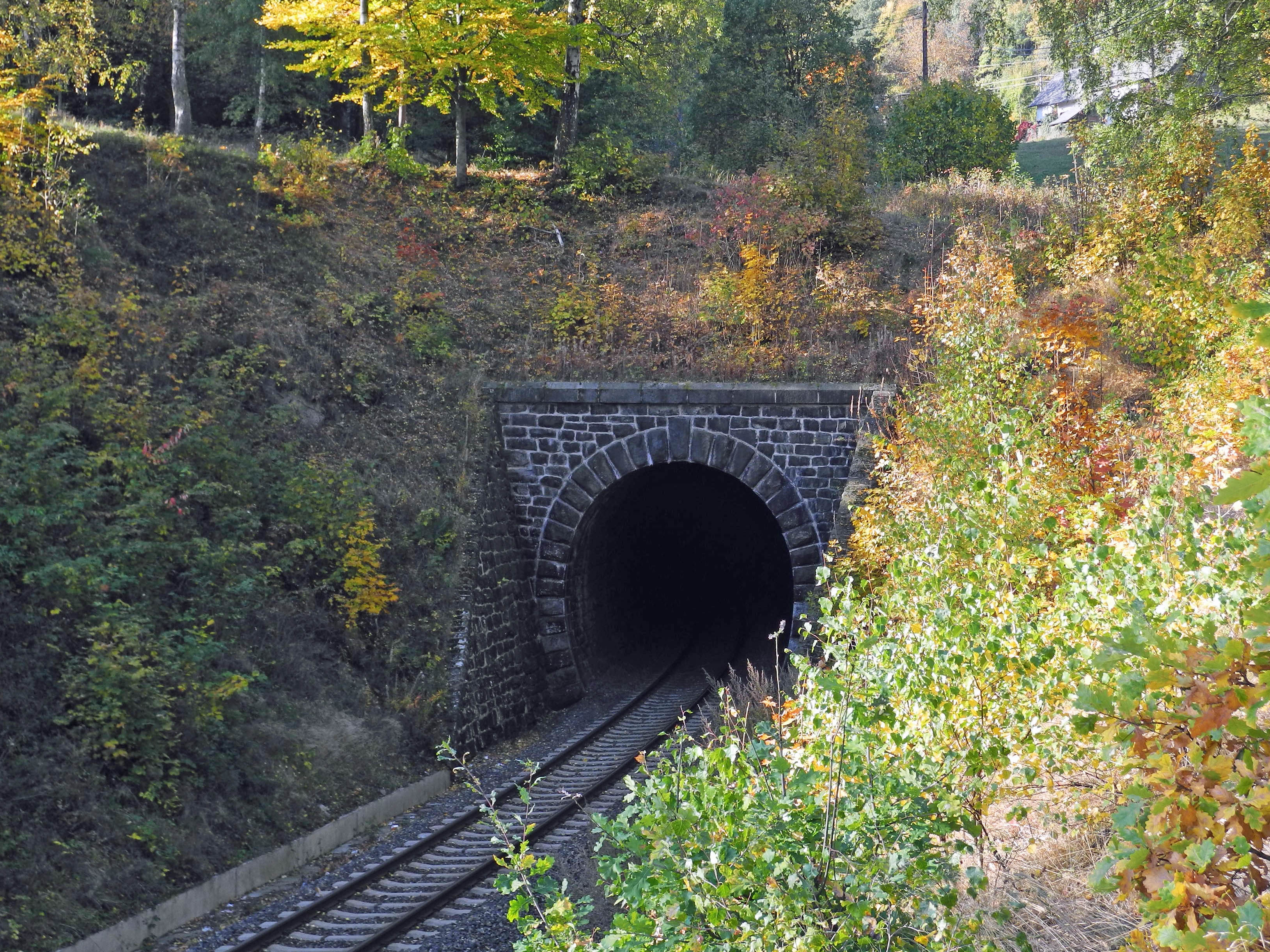
Severní portál Ještědského tunelu na katastru Kryštofova Údolí